# SV Lindenau 1848
SV Lindenau 1848 is een Duitse sportvereniging uit Leipzig, Saksen. De club komt uit het stadsdeel Lindenau. Naast voetbal is de club ook nog in andere sporten actief. Het is de tweede oudste sportvereniging uit Leipzig en een van de oudste van Duitsland.

## Geschiedenis
De club werd op 14 juli 1848 als Allgemeine Turnverein Lindenau (ATV Lindenau), in deze tijd was Lindenau nog een zelfstandig dorp buiten de grenzen van Leipzig. In 1860 werd Männterturnverein Lindenau (MTV Lindenau) opgericht en in 1882 volgde Lindenauer Turnverein (Lindenauer TV).
In 1921 fuseerde de clubs tot Die Turn- und Sportgemeinde 1848 Leipzig-Lindenau en speelde als arbeidersclub.
Na de Tweede Wereldoorlog werden alle Duitse clubs ontbonden, de club werd heropgericht als SG Lindenau-Aue. In 1951 werd de naam ZSG Industrie Konsum Leipzig aangenomen. In 1953 werd BSG Empor Lindenau opgericht dat zich toespitste op atletiek, zwemmen en handbal.
Na de Duitse hereniging werd op 16 juni 1990 de naam SV Lindenau 1848 aangenomen.